# Llauquinquiri
Llauquinquiri (auch: Llauquenquiri oder Laukinkiri) war eine selbständige Ortschaft im Departamento Cochabamba im südamerikanischen Anden-Staat Bolivien. 

## Lage im Nahraum
Llauquinquiri liegt im Landkreis (bolivianisch: Municipio) Quillacollo in der gleichnamigen Provinz Quillacollo auf einer Höhe von 2596 m am Südrand der Kordillere von Cochabamba im Talkessel von Cochabamba. Mit der Volkszählung 2012 ist sie nicht mehr als eigenständige Ortschaft notiert, sondern als Bestandteil der Stadt El Paso.

## Geographie
Llauquinquiri liegt im Übergangsbereich zwischen der Anden-Gebirgskette der Cordillera Central und dem bolivianischen Tiefland.
Die mittlere Durchschnittstemperatur der Region beträgt etwa 18 °C (siehe Klimadiagramm Cochabamba) und schwankt nur unwesentlich zwischen 14 °C im Juni/Juli und 20 °C im Oktober/November. Der Jahresniederschlag beträgt nur rund 450 mm, bei einer ausgeprägten Trockenzeit von Mai bis September mit Monatsniederschlägen unter 10 mm, und einer Feuchtezeit von Dezember bis Februar mit 90 bis 120 mm Monatsniederschlag.

## Verkehrsnetz
Llauquinquiri liegt in einer Entfernung von 14 Straßenkilometern entfernt von Cochabamba, der Hauptstadt des Departamentos, und 5 km nördlich von Quillacollo, dem Verwaltungssitz der Provinz.
Durch Cochabamba und Quillacollo führt die 1.657 Kilometer lange Fernstraße Ruta 4, die ganz im Westen an der chilenischen Grenze bei Tambo Quemado beginnt. Sie führt quer durch das ganze Land über Quillacollo, Cochabamba und Villa Tunari nach Santa Cruz und endet im südöstlichen Teil des Landes an der Grenze zu Brasilien bei der Stadt Puerto Quijarro. Elf Kilometer westlich von Cochabamba, ein Kilometer westlich von Colcapirhua zweigt eine Landstraße von der Ruta 4 nach Norden ab in Richtung auf die Stadt El Paso und erreicht nach drei Kilometern Llauquinquiri. 

## Bevölkerung
Die Einwohnerzahl der Ortschaft ist in dem Jahrzehnt zwischen den vorletzten beiden Volkszählungen auf ein Mehrfaches angestiegen:
| Jahr | Einwohner | Quelle       |
| ---- | --------- | ------------ |
| 1992 | 255       | Volkszählung |
| 2001 | 1 202     | Volkszählung |

Die Region weist einen hohen Anteil an Quechua-Bevölkerung auf. Im Municipio Quillacollo sprechen – trotz der großstädtischen Überformung – immer noch 55,8 Prozent der Bevölkerung die Quechua-Sprache.